# Альварес, Клаудия
Клаудия Альварес (исп. Claudia Álvarez, род. 6 октября 1981 года) ― мексиканская актриса. 

## Карьера
Альварес начала свою карьеру с телевизионной рекламы в 1995 году, в возрасте 13 лет. Позже она поступила в колледж, где изучала рекламу. Впоследствии Клаудия бросила учёбу, чтобы посвятить себя актёрскому мастерству.
Она играла роли в сериалах «Перекрестная любовь», «Бедная дьяволица», «Просто Мария», «Преодоление горя», «Преодолей прошлое» и других.
В 2010 году подписала контракт с каналом Televisa.

## Личная жизнь
С 2016 года Альварес состоит в браке с продюсером и актёром, Билли Ровзаром. 26 декабря 2019 года у них родилась дочь Кира. В январе 2022 года у них родились сыновья-близнецы, Клио и Билли.

## Фильмография
| Название                     | Год       | Роль           | Прим.                   |
| ---------------------------- | --------- | -------------- | ----------------------- |
| Новая любовь                 | 2003      | Сесилия        |                         |
| Свет женских глаз 2          | 2003      | Лусиана        |                         |
| Хуаны                        | 2004      | Хуана          | главная роль; 180 серий |
| Каждое утро                  | 2005      | играет себя    | гость шоу               |
| Перекрестная любовь          | 2006      | София          | главная роль; 70 серий  |
| Неукротимые красавицы        | 2007      | Мария          | главная роль; 180 серий |
| Разыскивается мужчина        | 2007      | Лорето         | главная роль; 260 серий |
| Бедная дьяволица             | 2009      | Санта / Сандра | главная роль; 195 серий |
| Мадрид DF                    | 2010      | Хульета        |                         |
| Инструмент                   | 2011      | Пилар          | 11 серий                |
| Два дома                     | 2011–2012 | Адела          | 132 серии               |
| Потому что любовь повелевает | 2012–2013 | Вероника       | главная роль; 182 серии |
| До конца света               | 2014–2015 | Алекса         | главная роль; 186 серий |
| Просто Мария                 | 2015–2016 | Мария          | главная роль; 126 серий |
| В диких землях               | 2017      | Исабель        | главная роль; 70 серий  |
| Преодоление горя             | 2020-2021 | Ариадна        | главная роль; 93 серии  |
| Преодолей прошлое            | 2021      | Ариадна        | гость шоу; 1 серия      |
| Мой путь – любить тебя       | 2022      | Оливия         | гость шоу; 2 серии      |
| Хороший развод               | 2024      | Моника         | главная роль            |